# Unikron
Unikron egy kitalált szereplő a Transformers univerzumban. Bolygó méretű bukott és gonosz istenség, akinek küldetése a teljes univerzum felfalása. Az Alakváltók jóságos atyjának, Prímusznak a bátyja. Egyéb elnevezései: „Sötét Isten”, „A Káosz Elhozója”, „A Káosz Ura”, „Bolygófaló”. Tevékenykedése során az ismert világegyetem megközelítőleg 22,56%-át pusztította el.
Technikai értelemben ő is alakváltó, ugyanis képes olyan robotszerű alakot felvenni, amely emlékeztet egykori régebbi és hatalmasabb önmagára - bár ez a "G1" történetekben alig fordul elő. Képes univerzumok közti utazásra, képes befolyásolni a téridő szerkezetét, ezáltal magát (lassan) vagy nálánál csekélyebb lényeket (jóval gyorsabban) a térben, időben, illetve akár dimenziók és párhuzamos valóságok között is, utaztatni.
Az egyetlen dolog, amitől fél, Prímusz esszenciája, melyet az Autobotok Teremtő Mátrixa tárol. Tervei végrehajtására többször is szövetkezett alsóbbrendű lényekkel, akiket mind az őrületbe sodort, egy részüket pedig felfalta. Gyakran hozzák összefüggésbe (a képregény- és rajzfilmtörténetek írói) olyan szereplőkkel, mint Galvatron, a Bukott, vagy Mellékút.

## Története

### Eredete
Az idők kezdetén a Rend és Káosz egy lényben összpontosult, melynek neve „A Forrás” („The One” vagy „The Source”). Hogy az épp csak kialakult univerzumot felügyelje, létrehozta Unikront, majd őt két részre osztva kialakult Prímusz. Unikron jelképezte a rosszat, a káoszt, míg fivére a jót és a rendet. Mindketten nagy hatalmú entitások, azonban míg Unikronból csak egy volt, s a dimenziók közt képes volt vándorolni, Prímusznak minden dimenzióban volt egy hasonmása.
Hamar világossá vált Unikron romlottsága, s Prímusz elszánta magát, hogy megállítja testvérét. Kettejük harca a lét több síkján zajlott, mígnem eljutottak a fizikai világba. Ennek eredményeképp mindketten fém égitestekké váltak, csapdába estek. Unikron idővel megtanulta, hogyan alakuljon át egy gigászi robottá, míg Prímusz testéből az Alakváltók bolygója, Kibertron lett. Nem tudván átalakulni, Prímusz létrehozta a 13 eredeti Alakváltót, ám az egyikük, A Bukott, Unikron mellé szegődött. A jó és rossz közti harc végén mind Unikron, mind alattvalója egy fekete lyukba zuhant.

#### Egyéb változatok
A fenti leírás Transformers: The Ultimate Guide könyv alapján készült, s máig a legtágabb körben elfogadott eredetmítosz. Még mielőtt ez elkészült volna, a Marvel képregények, mind az angol, mind az amerikai kiadásúak elmesélték saját verziójukat Unikron születéséről, különböző szereplők elmesélésében. Évekkel később az Armada sorozat idején kijött gyűjthető kártyák is kísérletet tettek erre, szintén a The Ultimate Guide kiadása előtt. A kártyák kivételével mindegyiket Simon Furman képregényíró jegyezte.
- Unikron változata: saját bevallása szerint Unikron már az univerzum születésekor a gonoszság erejét jelképezte, s egy Sötét Sereget vezetett bátyja, Prímusz ellen, aki a Fény Istenségek egyike volt.
- Az Őrző (Keeper) változata: megegyezik Unikron meséjével, azonban e szerint Prímusz az utolsó Fény Istenség volt, s azért kellett legyőznie Unikront, hogy istentársai közé jusson.
- Prímusz változata: e szerint Unikron a jelenlegi univerzum előtt létezett, s felfalta a korábbit. Pár morzsa elkerülte viszont a figyelmét, ezek idézték elő az ősrobbanást, így Unikron új feladata az új világegyetem elfogyasztása lett. Az újonnan létrejött univerzum magja hozta létre Prímuszt.
- Az Armada kártyák változata: megegyezik a végleges verzióval, azonban az „Örökszikra” kifejezést használja Unikron teremtőjére.

#### A rajzfilm
Az első generációs Transformers rajzfilm a képregényektől függetlenül készült, így egy drasztikusan eltérő eredettörténetet vázol fel. E szerint a galaxis közepén él egy ősi tudós, Primacron. Ő hozta létre Unikront az idők kezdetén, remélve, hogy majd megtisztítja az univerzumot, teret adva az ő kísérleteinek. Unikron azonban alkotója és segítője (kit később Orákulumnak neveztek el) ellen fordult, és súlyosan megsebesítette őket. Utána elindult bolygófaló útjára.
Mind a rajongók, mind a hivatalos személyek el szoktak tekinteni ettől a magyarázattól. Részben azért, mert a rajzfilm híresen sok ellentmondást tartalmaz, részben pedig mert Primacron kinézetre nem több egy kisméretű, majomszerű robotnál.

##### Transformers: Prime
Optimus elmondása szerint: "A kezdetek előtt létezett Primus és Unikron, egyikük a teremtés megtestesülése volt, a másik a pusztításé. Primus és Unikron harca egy örökkévalóságon át tartott, a két isten hatalmának egyensúlya olyan sokszor borult fel, hogy meg se lehetett számolni. Amíg végül Primus megalkotta a tizenhármat, a tizenhárom Prime-t, akik előttem éltek. Az ő segítségükkel Primus legyőzte Unikront, és elűzte. Primus végül a bolygó magjává vált., az örök szikrák útjából élettel töltötte meg a Cybertront. Unikronról viszont soha többet nem hallottak..."

## Jellemzése
Unikron át tud alakulni egy bolygóvá, mely képes más bolygókat bekebelezni. Célja az egész világegyetem elpusztítása. Prímusz, miután nem bírt vele, megteremtette a Transformereket, hogy helyette is folytassák a harcot. Egyedül az Autobotok Teremtő Mátrixa képes elpusztítani.
Unikron belseje egy külön világ. Az agya számítógépek bonyolult rendszere, s képes vele messzi bolygók eseményeit is figyelemmel kísérni. A testébe behatolókat karmos csápok serege támadja meg, gyomra pedig egy olvasztótégely, ahová fogókarok juttatják be a felfalt bolygók lakosait.
Robotként mindkét szeméből lézersugarakat tud lőni, s veszedelmes sugárzást bocsát ki a száján. Unikront alattvalóival mentális kapocs köti össze, és ha ellenszegülnek, ily mód kínozza őket addig, míg engedelmességre nem esküsznek.
Unikron még az után sem halt meg, hogy az Autobot Mátrix felrobbantotta testét. Fejként lebegett Kibertron körül, s így újabb szolgákat hívott magához abban a reményben, hogy ők energiával látják el teste felépítéséhez.

## Megjelenése
Unikron elsőnek a Transformers rajzfilmben tűnt fel, az autobotoknak sikerült elpusztítani.
Második megjelenése a Transformers képregény 17. számában (Ősi üvöltés), melyben egy harc során Prímusz megsérül és felüvölt. Az üvöltést meghallotta Unikron is, és a Kibertron bolygó felé indult. A 25. részben sikerült legyőzni a Teremtő Mátrix segítségével.

## Érdekességek

### The Movie
- Az 1986-os animációs filmben Unikron volt Orson Welles életének utolsó szerepe. Az akkoriban készült interjúkban Welles úgy írta le a szereplőt, mint „egy szörnyű japán játék, aki nagyon csúnya dolgokat művel más játékokkal”, és még a nevére sem emlékezett.[2]
- A '86-os film második magyar szinkronjában Unikron nevét „Unikornisz”-nak fordították. Ebből (is) fakadóan a szinkron a hazai rajongók nevetségének tárgyává lett. A Transformers: Prime sorozatban ugyanez a szóösszecsengés szándékos humorforrás: Fowler ügynököt bolondnak nézi az egyik felettese, amikor beszámol Unikronról, azt hiszi, hogy a mesebeli unikornisokról (egyszarvúakról) van szó.
- A film eredeti forgatókönyve szerint Unikron korai neve „Entitás” (Entity) volt. Néhány átírással később a bolygó üzemmódja megkapta az Unikron nevet, habár a robot alakját „Ingestor”-nak hívták.
- Unikron azon kevés Transformers-beli szereplők egyike, aki rendelkezik arcszőrzettel, mely szögletes, fémes kecskeszakáll formájában jelenik meg. A korai vázlatok sima arccal ábrázolták. Az egyik próbaanimáción, mely bekerült a végleges filmbe, Unikronnak hiányzik a szakálla.

### Szövetségesek
- Marvel Első Generációs képregény: Galvatron, Golyó, Háló, Horog, Unikron horda;
- Marvel Első Generációs animációs sorozat: Galvatron, Ciklon, Ostor, Üstökös, Tisztogatók;
- Dreamwave Első Generációs képregény: A Bukott (The Fallen);
- Dreamwave Armada képregény: Galvatron, Mennydörgés, Husáng, Ostor, Löket;
- Armada animációs sorozat: Kanyargó (Mellékút), Tengely (Löket);
- Energon animációs sorozat: Alfa Q, Megatron;
- IDW Bestiák Háborúja képregény: Drankron, Eleforka, Rartorata, Pokolsikoly, Antagónia, Max B, Löketelő, Keményfej;
- Beast Wars animációs sorozat: Tri-Predacus tanács, Tarantulasz;
- Transformers Prime - The Game: Mennydörgés;

### Játékok
- Ugyan terveztek egy Unikron játékfigurát, 2002-ig csak prototípustervek léteztek, mígnem kiadták az első figurát a Transformers: Armada játéksorozatban.

### Egyéb
- Az Armada, Energon és Cybertron rajzfilmsorozatokat szokás „Unikron Trilógia”-ként emlegetni, mivel mindegyikben köré épül a történet egy része.